# Neobisium birsteini
Espèce
Synonymes
- Blothrus birsteini Lapschoff, 1940

Neobisium birsteini est une espèce de pseudoscorpions de la famille des Neobisiidae.

## Distribution
Cette espèce est endémique d'Abkhazie en Géorgie. Elle se rencontre à Duripshi dans la grotte Tarkiladze.

## Description
Le mâle décrit par Volker Mahnert en 1979 mesure 5,8 mm.

## Systématique et taxinomie
Cette espèce a été décrite sous le protonyme Blothrus birsteini par Lapschoff en 1940. Elle est placée dans le genre Neobisium par Mahnert en 1979.

## Étymologie
Cette espèce est nommée en l'honneur de Yakov Avadievich Birstein (1911–1970).

## Publication originale
- Lapschoff, 1940 : « Biospelogica Sovietica. V. Die Höhlen-Pseudoscorpiones Transkaukasiens ». Bulletin de la Société des naturalistes de Moscou. Section biologique, n.s., vol. 49, p. 61-74.